# Tenasserim-Muntjak
Der Tenasserim-Muntjak (Muntiacus feae), auch als Feas Muntjak bezeichnet, ist eine Hirschart aus der Gattung der Muntjaks. Er kommt in Myanmar und Thailand vor. Das Artepitheton ehrt den italienischen Naturforscher Leonardo Fea.

## Merkmale
Der Tenasserim-Muntjak erreicht eine Kopf-Rumpf-Länge von 88 Zentimetern, eine Schulterhöhe von 50 bis 55 Zentimetern und eine Schwanzlänge von 10 Zentimetern. Das Gewicht beträgt 22 Kilogramm. Die Oberseite ist dunkelbraun mit feinen gelben Flecken. Die Unterseite ist braun, manchmal mit braunen Bereichen. Die Beine sind zu den Hufen hin schwarz. An der Vorderseite der Hinterbeine sind weiße Streifen zu erkennen. Die Gesichtsseiten sind dunkelbraun. Der Oberkopf, die Hauer und die Ohrenbasis sind gelblichbraun, abgesehen von einem schwarzen Streifen, der oberhalb der Augen an der Innenseite der Hauer verläuft. Der kurze Schwanz ist an der Oberseite schwarz und an der Unterseite weiß. Die Hauer und die Tränendrüse vor dem Auge sind gut entwickelt. Die Geweihstangen sind relativ kurz.

## Verbreitung
Gewöhnlich wird das Verbreitungsgebiet mit Isthmus von Kra nördlich und östlich durch das südliche Myanmar und das angrenzende Thailand angegeben. Jedoch gab es bis vor kurzem nur wenige Belege aus beiden Ländern. Die Terra typica liegt im Osten von Mawlamyaing im Mon-Staat von Myanmar. Die thailändischen Tiere in menschlicher Obhut stammen aus den Provinzen Surat Thani und Phang-nga. Fotos von mehreren Muntjaks aus dem Nationalpark Kaeng Krachan in Thailand repräsentieren vermutlich ebenfalls diese Art. Eine Präsenz des Tenasserim-Muntjaks in China ist nicht bestätigt.

## Lebensraum und Lebensweise
Über den Lebensraum und die Lebensweise gibt es nur wenige Informationen. Der Tenasserim-Muntjak bewohnt immergrüne Wälder auf Hügeln und Bergen. In Myanmar ist die Art – bedingt durch das feuchte Klima – das gesamte Jahr hindurch im Tiefland zu beobachten. Im östlichen Thailand kommt er in trockenen Waldtypen in tieferen Höhenlagen vor. Der Tenasserim-Muntjak durchstreift einzelgängerisch das Unterholz und bevorzugt Früchte und Blätter als Nahrung.

## Status
Aufgrund unsicherer Informationen über sein Verbreitungsgebiet wird der Tenasserim-Muntjak von der IUCN in die Kategorie „unzureichende Datenlage“ (data deficient) eingestuft. Lebensraumverlust und Jagd stellen eine potentielle Gefährdung dar. In Thailand sind die Waldhabitate gut geschützt, in der Tanintharyi-Region (früher: Tenasserim) von Myanmar ist der Lebensraum jedoch durch die Umwandlung der Wälder in Palmenplantagen bedroht.

## Systematik
Die taxonomische Stellung des Tenasserim-Muntjaks ist bis heute nicht eindeutig geklärt. In keiner der aktuellen Abhandlungen wurde offenbar der Holotypus untersucht und auch der Zoologe Peter Grubb, der die Art 1977 in die Gattung Muntiacus stellte, hatte nur Fotos vom Schädel zur Verfügung. Jedoch ist mit der Entdeckung mehrerer neuer Muntjak-Arten in Südostasien eine Überprüfung des Holotypus notwendig geworden, um die charakteristischen Eigenschaften zu klären und den Status der in menschlicher Obhut befindlichen Tiere (einschließlich des Dusit-Zoos) sowie einiger Exemplare im Natural History Museum zu bestätigen. Muntjaks aus Vietnam, die früher als Unterart des Tenasserim-Muntjaks galten, werden heute als eigenständiges Taxon Muntiacus rooseveltorum betrachtet.